# Кондадо-де-Кастільново
Кондадо-де-Кастільново (ісп. Condado de Castilnovo) — муніципалітет в Іспанії, у складі автономної спільноти Кастилія-і-Леон, у провінції Сеговія. Населення — 108 осіб (2010).
Муніципалітет розташований на відстані близько 90 км на північ від Мадрида, 45 км на північний схід від Сеговії.
На території муніципалітету розташовані такі населені пункти: (дані про населення за 2010 рік)
- Ла-Нава: 14 осіб
- Торресілья: 13 осіб
- Вальдесас: 21 особа
- Вільяфранка: 60 осіб

## Демографія
Динаміка населення (INE ):